# تشارلز ويليام أندروز
تشارلز ويليام أندروز ولد في 30 أكتوبر 1866 بمدينة هامبستاد بإنجلترا وتوفي في 25 مايو 1924، عالم حفريات بريطاني، أمضى حياته المهنية في عالم الحفريات الفقارية، سواء كمنسق أو في الميدان، في خدمات المتحف البريطاني، قسم الجيولوجيا.
يعرف بهذا الاختصار C.W.Andrews